# Lycée Technique Agricole de Yabassi

Lycée Technique Agricole de Yabassi est le premier lycée technique agricole du Cameroun et de la sous région Afrique centrale. Il se trouve dans la région du littoral département du Nkam ville de Yabassi.

## Histoire
Le Lycée Technique Agricole de Yabassi est créé en 2016 par décret présidentiel et inauguré en 2018 par Pauline Nalova Lyonga, afin de répondre à la professionnalisation de l'agriculture au Cameroun.

## Activité

### Admission
Le Lycée Technique Agricole de Yabassi est ouvert aux jeunes des deux sexes dont l’âge est compris entre 14 et 22 ans, titulaires d’un Certificat d’Études Primaires (CEP) ou du First Living Certificate (FSLC) pour ce qui est de l’entrée en 1ère année.
En revanche, les candidats pour la classe de 2nde doivent être titulaires d’un Brevet d’Études de Premier Cycle (BEPC); du GCE Ordinary Level ou du Certificat d’Aptitude Professionnelle (CAP).

### Fonctionnement
L'établissement fonctionne sous le régime de l'Internat et l'Externat.

## Les enseignements

### Le lycée forme dans les filières suivantes
- Formation en production animale[7].
- Formation en production végétale.
- Formation en maintenance des équipements agricoles.
- Formation en transformation des produits agropastoraux.
- Formation en conservation des produits agropastoraux.

### Premier cycle
L'entrée en classe de 6ème donne accès aux troncs communs pour les séries PA (Production animale) et PV (Production végétale).

### Second cycle
L'entrée en classe de Seconde donne accès aux troncs communs des séries :
- MEA (Maintenance des équipements agricoles)
- PA (Production animale)
- PV (Production végétale)
- TCPA (Transformation et Conservation des produits agropastoraux)[8]

## Voir Aussi